# Mammillaria carnea
Mammillaria carnea (укр. Мамілярія м'ясиста, Мамілярія карнеа) — сукулентна рослина з роду мамілярія родини кактусових.

## Етимологія

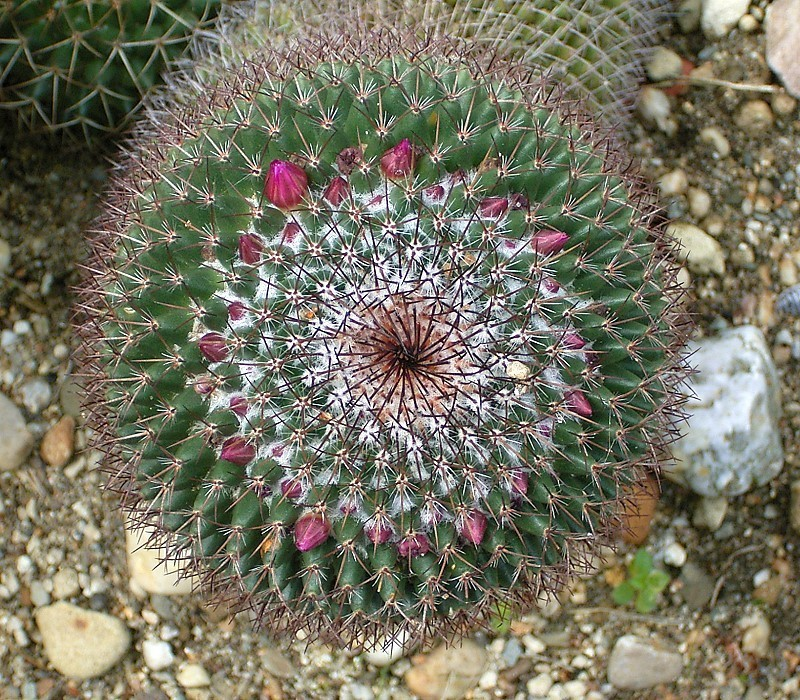
Mammillaria carnea перед цвітінням

Видова назва походить від лат. carnea — м'ясиста і стосується зовнішнього вигляду стебла.

## Ареал
Ареал зростання — широко поширена в Мексиканських штатах Пуебла (долина Теуакан) і Оахака, між 500 і 2 000 метрів над рівнем моря. Також є ізольовані популяції в Герреро, поблизу Таско-де-Аларкон, зібрані Джорджем Ліндсеєм і описані Робертом Крейгом як Mammillaria cornea var. robustispina.

## Морфологічний опис
Рослина спочатку одиночна, з віком починає кущитись.

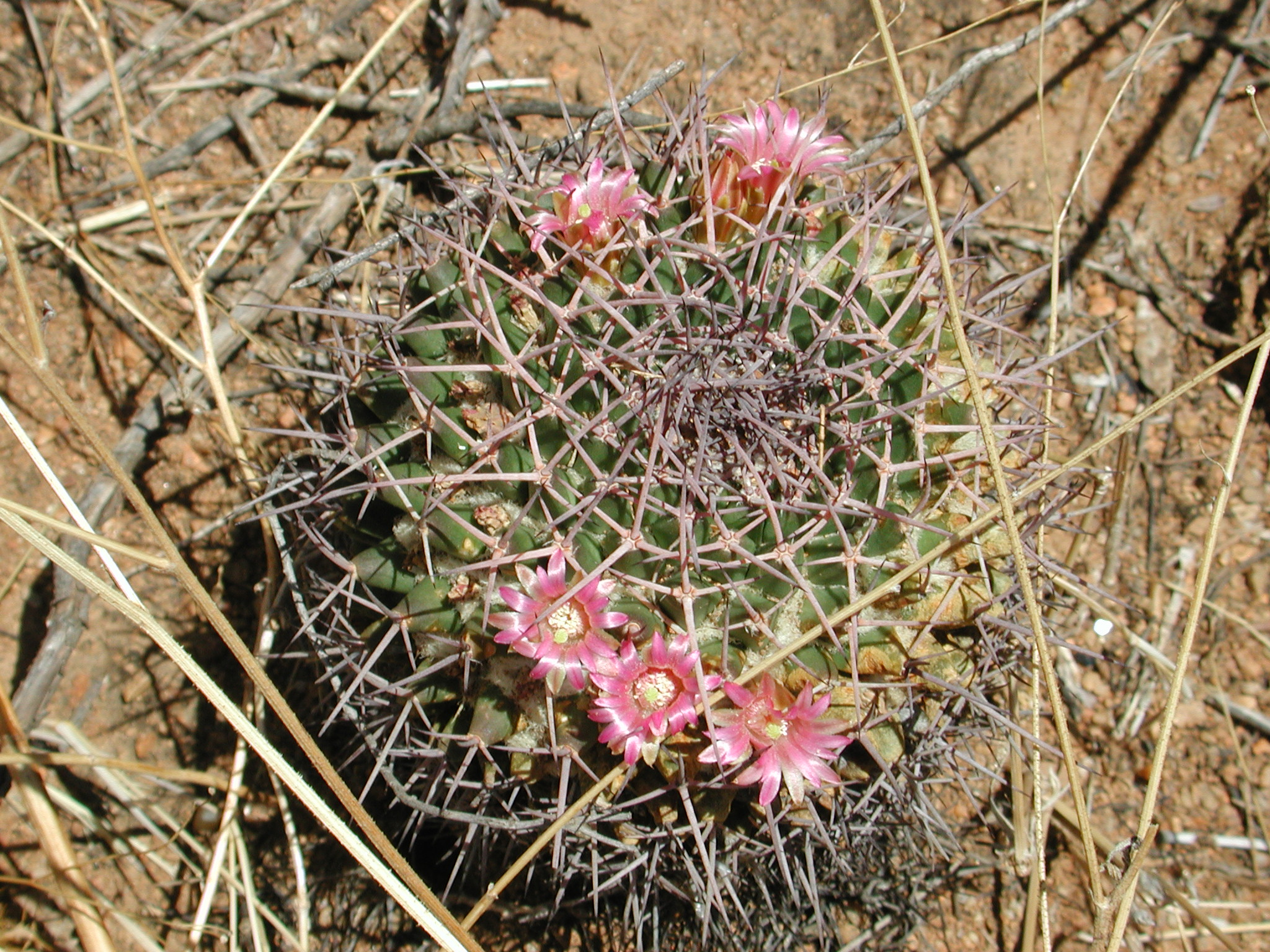
Квітуча Mammillaria carnea

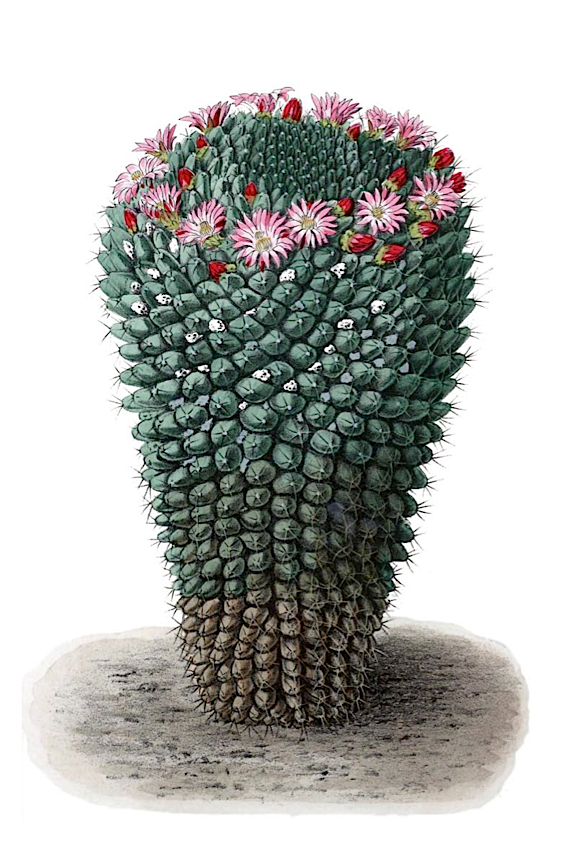
Ілюстрація Mammillaria carnea у книзі Карла Шумана & Роберта Гюрке „Blühende Kakteen (Iconographia cactacearum) im Auftrage der Deutschen Kakteen-Geselllschaft“, 1904 рік

| Орган              | Опис |
| Коріння            | |
| Стебло             | кулясте, приймає з віком циліндричну форму, приблизно до 10 — 12 см в діаметрі і приблизно до 20 см заввишки. |
| Епідерміс          | темно-зеленого відтінку. |
| Маміли             | тонкі, пірамідальні, з чіткими кутами, з молочним соком. |
| Ареоли             | |
| Аксили             | зазвичай покриті пухом. |
| Центральні колючки | зазвичай чотири, розташовані у формі хреста, тверді, прямі або зігнуті. Верхня і нижня колючки довші, ніж бічні, верхня — від 8 мм до 12 мм, нижня — від 10 до 20 мм (у Пілбема — від 1 до 2 см і більше), але бувають набагато довші, бічні 0,6 мм завдовжки. Колючки рожево-коричневого відтінку з чорними кінцями. За словами Пілбема, у сотень рослин, які він спостерігав, розмір колючок змінювався від коротких — 2-3 см, до майже 10 см завдовжки. |
| Радіальні колючки  | відсутні, або є тільки щетинки. |
| Квіти              | воронкоподібні, блідо-рожеві або блідо-червоні з трохи більш темними центральними прожилками, 15-20 мм завдовжки, 12-15 мм в діаметрі, із зеленими рильцями. |
| Бутони             | |
| Зовнішні пелюстки  | |
| Внутрішні пелюстки | |
| Тичинки            | |
| Маточка            | |
| Плоди              | червоні. |
| Насіння            | коричневе. |

## Підвиди
- Mammillaria carnea var. aeruginosa (Scheidw. 1840) Guerke 1905 (Синоніми: Mamillaria aeruginosa, Mammillaria villifera aeruginosa, Cactus aeruginosus, Mammillaria carnea v. robustispina) — верхні колючки майже однієї довжини, нижні набагато довші, прямі або загнуті назад.
- Mammillaria carnea var. cirrosa (SD. 1849) Guerke 1905 (Синоніми: Mamillaria villifera cirrosa, Mamillaria cirrosa) — всі колючки набагато більше, верхня і нижня довші. Верхня і нижня колючка сильно загнуті. Спочатку колючки пурпурні, пізніше тілесного відтінку.
- Mammillaria carnea var. subtetragona (Dietr. 1840) Backb. (Синоніми: Mamillaria subtetragona, Cactus subtetragonus) — маміли з не чіткими кутами. Колючок 4, рідше 2-3, ще рідше 6, короткі, шилоподібні, розходяться в різні боки, чорно-коричневого відтінку або білясті з чорно-коричневими кінцями і основою, самі нижні завжди найдовші. Квіти і рильця — яскраво-рожеві.

## Охоронні заходи
Mammillaria carnea входить до Червоного Списку Міжнародного Союзу Охорони Природи видів, з найменшим ризиком (LC). Прямих загроз для цього виду наразі не існує, проте через розвиток сільського господарства на частині ареалу деякі субпопуляції перебувають під загрозою.
Охороняється Конвенцією про міжнародну торгівлю видами дикої фауни і флори, що перебувають під загрозою зникнення (CITES).